# Зоріна Олена Ярославівна
Зоріна Олена Ярославівна — український сценарист, режисер, кінознавець.
Народилася 5 липня 1938 р. в Києві. Закінчила Київський державний інститут театрального мистецтва ім. І. Карпенка-Карого (1982).
З 1983 р. — співробітник Державного музею театру, музики і кіномистецтва України.
Автор сценаріїв і режисер науково-популярних фільмів «Академія медичних наук України» (1996), «Донецька торговельна промислова палата» (1998), «Одеський державний медичний університет» (2000), «Живописна Україна» (2001), «Червоний світ Аріадни» (2002), «Шевченківський район столиці» (2002).
Член Національної спілки кінематографістів України.